# برعان
بَرْعَان (الاسم العلمي Leuciscus)، جنس أسماك نهرية بحرية من فصيلة الشبابيط. أنواعه عديدة تعيش جماعات في المياه العذبة. طولها يرواح من 20 إلى 30 سم. ظهورها خضراء اللون وردية المواج، بطونها فضية، زعانفها إلى الخضار الأصفر. أشهر أنواعه ثلاثة الأبيض والأخضر والأشقر.